# Ким Чхэён (фигуристка)
Ким Чхэён (кор. 김채연; род. 8 декабря 2006, Сеул, Республика Корея) — южнокорейская фигуристка, выступающая в одиночном катании. Бронзовый призёр чемпионата мира (2024), чемпионка четырёх континентов (2025), серебряный призёр чемпионата четырёх континентов (2024), победительница Азиатских игр (2025), серебряный призёр Гран-при Канады (2023), чемпионка Республики Корея (2025).

## Карьера

### Ранние годы
Родилась 8 декабря 2006 года в Сеуле, Республика Корея.
Мать, Ли Джона, самостоятельно изготавливает соревновательные костюмы для дочери.
В 2020 году стала четвертой на чемпионате страны в юниорской категории. В следующем сезоне заняла девятое место на чемпионате среди взрослых. Благодаря этому результату попала в национальную сборную.

### Сезон 2021/22
Впервые выступила на международном уровне в августе 2021 года, поучаствовав в юниорском Гран-при Франции. Была второй и в короткой, и в произвольной программах, оставшись с серебром. Победительницей стала американка Изабо Левито. На втором для себя юниорском Гран-при, проходившем в Словакии, Ким финишировала вне подиума, став пятой.
В январе 2022 года заняла десятое место на взрослом чемпионате Республики Корея.

### Сезон 2022/23
Начала сезон на этапе юниорского Гран-при 2022 года в польском Гданьске. Заняла третье место в обеих программах и завоевала бронзу, оставшись позади двух японок — Мао Симады и Монэ Тибы. Вскоре дебютировала на взрослом международном, выступив на челленджере Finlandia Trophy 2022. После первого дня соревнований кореянка была третьей, а в произвольном прокате стала второй, установив личный рекорд в обоих сегментах. В итоге она финишировала с серебром, расположившись между соотечественницей Ким Йерим и грузинкой Анастасией Губановой, которая взяла бронзу. Несмотря на дебют во взрослом катании, продолжила выступления и в юниорской категории. На втором для себя турнире Гран-при среди юниоров вновь попала на пьедестал, удостоившись серебряной медали, уступив Хане Ёсиде из Японии. Тем самым квалифицировалась в финал юниорского Гран-при, куда проходят шесть лучших фигуристок по итогам серии.
В финале Гран-при среди юниоров, который проходил в Турине, после короткой программы была третьей, несмотря на недокрут в четверть оборота на одном из тройных прыжков. В произвольной также оказалась на третьей строчке, завоевав итоговую бронзовую медаль. Ким и серебряный призёр Син Джиа стали первыми южнокореянками с 2005 года, когда медаль получила Ким Ёна, завоевавшими награды на турнире подобного уровня. Ким Чхэён поделилась, что пришла в фигурное катание вдохновившись успехами Ким Ёна, а также отметила: «Я пыталась повторить её хореографию и технику прыжков, она — мой образец для подражания».
Заняла четвёртое место на национальном чемпионате 2023 года. Но из-за того, что чемпионка Син Джиа не могла участвовать во взрослых международных турнирах в силу юного возраста, последняя третья квота в сборной была отдана Ким Чхэён. В короткой программе на чемпионате четырёх континентов в Колорадо-Спрингс фигуристка завоевала малую бронзовую медаль, став третьей с новым персональным рекордом — 71,39. В этом сегменте она набрала наивысшие баллы за технику. Но во второй день турнира дважды ошиблась при исполнении тройного флипа, вследствие чего опустилась на четвёртую итоговую позицию, отстав от бронзового призёра на 2,59 балла.
На чемпионате мира в Сайтаме Ким после короткой программы шла на двенадцатом месте. В произвольной программе уверенно выполнила семь прыжковых элементов и заработала максимальный четвёртый уровень за вращения и дорожку шагов. Благодаря такому яркому выступлению она заняла третье место в сегменте со 139,45 балла, поднявшись на шестую итоговую позицию.

### Сезон 2023/24
В октябре 2023 года дебютировала во взрослой серии Гран-при, выступив на этапе в Канаде. 16-летняя Ким занимала второе место канадского Гран-при после исполнения короткой программы, уступая лишь действующей чемпионке мира Каори Сакамото. В произвольном прокате она выполнила семь тройных прыжков, пять из которых были чистыми, а на двух флипах получила сбавки за недокруты. По произвольной Ким стала четвёртой, тем не менее сохранила за собой вторую итоговую позицию.

## Программы
| Сезон   | Короткая программа                                                                   | Произвольная программа                                                                      |
| ------- | ------------------------------------------------------------------------------------ | ------------------------------------------------------------------------------------------- |
| 2024/25 | - «Adagio for Tron» - «The Grid» - «Derezzed» (из фильма «Трон: Наследие») Daft Punk | - «Whisperers from the Heart» Карл Хьюго - «Love Dance» (из «Cirque du Soleil») Рене Дюпере |
| 2023/24 | - «Pantomemes» Карл Хьюго - «Lillies of the Valley» Дзюн Миякэ                       | - «Бал безумных женщин» Асаф Авидан                                                         |
| 2022/23 | - «Everybody Knows» Сигрид                                                           | - «Poeta en el Víento» Висенте Амиго                                                        |
| 2021/22 | - «Концерт для фортепиано с оркестром № 2» Сергей Рахманинов                         | - «Ambush from Ten Sides» The Silk Road Ensemble, Йо Йо Ма                                  |

## Результаты
CS: Challenger Series
| Соревнования                | 19/20         | 20/21         | 21/22         | 22/23         | 23/24         | 24/25         |
| Международные               | Международные | Международные | Международные | Международные | Международные | Международные |
| --------------------------- | ------------- | ------------- | ------------- | ------------- | ------------- | ------------- |
| Чемпионат мира              |               |               |               | 6             | 3             | 10            |
| Четыре континента           |               |               |               | 4             | 2             | 1             |
| Гран-при Канады             |               |               |               |               | 2             |               |
| Гран-при Финляндии          |               |               |               |               | 4             |               |
| Гран-при Франции            |               |               |               |               |               | 4             |
| Гран-при Китая              |               |               |               |               |               | 3             |
| CS Finlandia Trophy         |               |               |               | 2             |               |               |
| CS Lombardia Trophy         |               |               |               |               | 3             |               |
| CS Мемориал Ондрея Непелы   |               |               |               |               | 1             |               |
| CS Trophée Métropole Nice   |               |               |               |               |               | 1             |
| Shanghai Trophy             |               |               |               |               |               | 1             |
| Азиатские игры              |               |               |               |               |               | 1             |
| Международные среди юниоров |               |               |               |               |               |               |
| Финал Гран-при              |               |               |               | 3             |               |               |
| Гран-при Италии             |               |               |               | 2             |               |               |
| Гран-при Польши             |               |               |               | 3             |               |               |
| Гран-при Франции            |               |               | 2             |               |               |               |
| Гран-при Словакии           |               |               | 5             |               |               |               |
| Национальные                |               |               |               |               |               |               |
| Чемпионат Республики Корея  | 4 юн.         | 9             | 10            | 4             | 3             | 1             |
| юн. = юниоры                |               |               |               |               |               |               |